# برو تور 2009
برو تور 2009 (بالإنجليزية: 2009 UCI ProTour)‏ هو الموسم الخامس من سلسلة برو تور ‏ للدراجات الهوائية، بدأ الموسم بسباق داون أندر 2009 في يناير، وانتهى بسباق جي بي واست-فرنسا 2009 في 23 أغسطس.

## السباقات
| تقويم الاتحاد الدولي للدراجات | تقويم الاتحاد الدولي للدراجات | تقويم الاتحاد الدولي للدراجات | تقويم الاتحاد الدولي للدراجات | تقويم الاتحاد الدولي للدراجات | تقويم الاتحاد الدولي للدراجات | تقويم الاتحاد الدولي للدراجات | تقويم الاتحاد الدولي للدراجات |
| التاريخ                       | #                             | السباق                        | الفائز                        | الثاني                        | الثالث                        |                               |                               |
| ----------------------------- | ----------------------------- | ----------------------------- | ----------------------------- | ----------------------------- | ----------------------------- | ----------------------------- | ----------------------------- |
| 20 – 25 يناير 2009            | 8                             | داون أندر                     | ألان ديفيس                    | ستيوارت اوغرادي               | خوسيه خواكين روخاس            |                               |                               |
| 5 أبريل                       | 11                            | طواف فلاندرز                  | ستيجن ديفولدير                | هاينريش هوسلر                 | فيليب جيلبير                  |                               |                               |
| 06 – 11 أبريل 2009            | 6                             | طواف إقليم الباسك             | ألبيرتو كونتادور              | صمويل سانتشيث                 | كاديل إفانز                   |                               |                               |
| 8 أبريل                       | 14                            | غنت-وفلجم                     | إيدفالد بواسون هاغن           | Aleksandr Kuschynski ‏         | ماثيو جوس                     |                               |                               |
| 19 أبريل                      | 4                             | سباق أمستل الذهبي             | سيرجي إيفانوف                 | كارستن كرون                   | روبرت جاسنك                   |                               |                               |
| 28 أبريل – 03 مايو 2009       | 1                             | طواف روماندي                  | رومان كريوزيجير               | فلاديمير كاربتس               | رين تاراما                    |                               |                               |
| 18 – 24 مايو 2009             | 9                             | فولتا كاتالونيا               | أليخاندرو بالبيردي            | دان مارتن                     | هايمار زوبيلديا               |                               |                               |
| 07 – 14 يونيو 2009            | 2                             | سباق دوفين للدراجات           | أليخاندرو بالبيردي            | كاديل إفانز                   | ألبيرتو كونتادور              |                               |                               |
| 13 – 21 يونيو 2009            | 5                             | طواف سويسرا                   | فابيان كانسيليرا              | طوني مارتين                   | رومان كريوزيجير               |                               |                               |
| 1 أغسطس                       | 3                             | طواف سان سيباستيان            | رومان كريوزيجير               | ميكايل ديلاج                  | بيتر فيليس                    |                               |                               |
| 02 – 08 أغسطس 2009            | 10                            | طواف بولندا                   | أليساندرو بلان                | دانييل مورينو                 | إيدفالد بواسون هاغن           |                               |                               |
| 16 أغسطس                      | 12                            | أوروآيز الكلاسيكي             | تايلر فارار                   | ماتي بريشيل                   | جيرالد سيوليك                 |                               |                               |
| 18 – 25 أغسطس 2009            | 7                             | طواف إينكو                    | إيدفالد بواسون هاغن           | سيلفان تشافانيل               | سيباستيان لانجفيلد            |                               |                               |
| 23 أغسطس                      | 13                            | جي بي واست-فرنسا              | سيمون جيرانس                  | بيريك فيدريجو                 | بول مارتنز                    |                               |                               |

## وصلات خارجية
- الموقع الرسمي